# Hans Deuss
Hans Deuss (Amsterdam, 1948) is een Nederlands kunstschilder die tot de hedendaagse realisten gerekend kan worden.

## Biografie
Hans Deuss volgde zijn opleiding gebonden grafiek aan de Gerrit Rietveldacademie in Amsterdam. Hij begon zijn loopbaan in de reclamewereld. In 1974 vestigde hij zich als kunstschilder.

## Werken
Het hoofdthema van het werk van Hans Deuss is het landschap. In zijn werken is de mens 'voelbaar' door zijn afwezigheid. Er zijn alleen sporen zichtbaar. De landschappen zijn fantasielandschappen waarbij voornamelijk hoekige architectonische vormen in contrast staan tot de organische vormen van de natuur. In het werk van Hans Deuss lijken natuur en cultuur een eeuwige strijd met elkaar te voeren. Klassiek ogende, exotische gebouwen wedijveren met oprukkend groen: bomen en struiken dringen zich door constructies heen of doemen op in de verte. Lucht en water omringen de architectuur. Trappen leiden naar boven of beneden en geven het gevoel dat ontsnappen uit deze beklemmende situatie mogelijk is. De schilderijen geven een gevoel van grote ruimtelijkheid, doordat een verre horizon of een doorkijk het oog steeds naar buiten de voorstelling leidt. Daar lonkt de vrijheid.
De natuur voert een strijd met de menselijke aanwezigheid. Deuss laat de vernietigingsdrang van de mens zien en het gevecht van de natuur om lijfsbehoud. Hij voorziet uiteindelijk een overwinning van de natuur op de mens, maar dat zal wel heel lang duren. De wind brengt zaden in scheuren waar planten en bomen zullen groeien die de gebouwen uiteindelijk gaan overwoekeren. Van een echte Amsterdammer als Hans Deuss zouden we dit standpunt misschien niet verwachten, want in zijn dagelijks leven is de stad alom aanwezig. Maar hij gaat graag naar buiten en fietst dan door het vlakke polderland. Steeds weer is aan de horizon de almaar uitdijende stad zichtbaar als een oprukkend front. Deuss is hierdoor gefascineerd en vindt het een mooi gegeven.
Het thema van de gebouwen ontleent de schilder aan zijn fantasie en aan de werkelijkheid. Het zijn flarden van herinneringen, aan bijvoorbeeld zijn kinderjaren toen hij in oude fotoboeken zat te bladeren, of aan reizen, zoals naar Mexico, waar hij de oude Aztekencultuur bezocht. Hij kan zich helemaal in zijn eigen wereld verliezen.
De surrealistisch ogende bouwwerken zijn veelal open constructies zonder dak, ramen of deuren waardoorheen we lucht, water of groen ontwaren. Het zijn echter geen verweerde en vervallen gebouwen, maar bouwwerken die zorgvuldig geconserveerd zijn, schoongemaakt en opgeruimd. Alles is keurig netjes geordend in het werk van Deuss. Deze helderheid wordt nog verhoogd door de fijnrealistische schilderswijze: de structuur van wanden, het blad van bomen, alles wordt tot in detail weergegeven.
De kunstenaar volgde zijn opleiding aan de Rietveld-academie te Amsterdam, waar hij les kreeg van Melle en Herman Gordijn. Hier ontwikkelde hij zijn belangstelling voor het magisch realisme; met name de invloed van Carel Willink vinden we terug in Deuss' werk.
Het vaktechnische aspect van het schilderen heeft hij zichzelf eigen gemaakt. Allerlei technieken en kleuren heeft hij uitgeprobeerd en zijn werkwijze en de resultaten zorgvuldig op schrift vastgelegd. Hij is een enorme perfectionist, maar door jarenlange ervaring heeft hij de techniek nu geheel in zijn vingers.
Als Deuss aan een schilderij wil beginnen, maakt hij eerst schetsjes. In zo'n eerste schetsje van 4 x 4 cm raakt hij altijd de kern van wat hij wil vastleggen. Het zijn heel gedetailleerde schetsjes. De spannendste wil hij uitvoeren. De kleine schets zet hij over op een grotere tekening en die brengt hij vervolgens over op het doek. Dit is fijn portretlinnen of paneel met daarop fijn linnen geplakt. De kunstenaar werkt van licht naar donker, waarbij de ondergrond altijd meespeelt in de voorstelling. Hij begint met de lucht en werkt langzaam naar voren. 'De uitdaging ligt in het opzoeken van de uitersten binnen de marges van je handschrift. De uitersten en iets verder'.
Werk van Hans Deuss is opgenomen in de collectie van het Drents Museum, het Museum Møhlmann, de Van Soest collectie en in de bedrijfscollecties van het AMC en ING.
In 2002 ontving Hans Deuss de "Hommage Dieuwke Bakker" prijs.
Deze hommage wordt toegekend aan een kunstenaar die heeft blijk gegeven van een langdurige constante kwaliteit, op zoek bleef naar nieuwe wegen zonder afscheid te nemen van het realisme.

## Tentoonstellingen
Hans Deuss nam meerdere malen deel aan de Onafhankelijke realisten tentoonstellingen in Museum Møhlmann. Daarnaast was zijn werk te zien in onder andere: het Singer Museum in Laren, Aemstelle in Amstelveen, de Markiezenhof in Bergen op Zoom, op de PAN-kunstbeurs in Amsterdam, de Zwolsche Algemene in Nieuwegein alsook bij meerdere gerenommeerde galeries zoals Galerie Mokum in Amsterdam. Daarnaast exposeerde hij in het buitenland in New York, Atlanta, Tokio, Parijs, Antwerpen, Straatsburg en Dijon in Frankrijk.